# 沈轶能
沈轶能（1995年1月18日—），上海金山人，中国女子水球运动员。曾代表中国参加2020年夏季奥林匹克运动会水球比赛。她也曾随国家队参加2018年亚洲运动会，结果获得金牌。